# Kleidocerys ericae
Kleidocerys ericae ist eine Wanze aus der Familie der Bodenwanzen (Lygaeidae). Die verwandtschaftliche Stellung zu Kleidocerys privignus ist unklar.

## Merkmale
Die Wanzen werden 3,5 bis 4,8 Millimeter lang. Sie haben einen rostfarbenen Körper und sehen der Birkenwanze (Kleidocerys resedae) sehr ähnlich. Sie sind jedoch etwas kleiner als die ähnliche Art und etwas unterschiedlich gezeichnet: Die blassen Bereiche am Schildchen (Scutellum) sind bei K. ericae in der Regel größer und sie hat außerdem weniger dunkle Flecken am Corium der Hemielytren.

## Verbreitung und Lebensraum
Die Art ist überwiegend mediterran verbreitet, erreicht aber nördlich im Westen die Niederlande und England, im Osten das Gebiet um den Neusiedler See. Sie kommt auch in Nordafrika vor.

## Lebensweise
Die Tiere leben an Heidekrautgewächsen (Ericaceae), wie z. B. Besenheide (Calluna vulgaris) und Heidekräutern (Erica). Im Mittelmeerraum findet man sie vor allem an Baumheide (Erica arborea). Sie saugen an den Samen und unreifen generativen Teilen. Bei guten Temperaturbedingungen treten zwei Generationen pro Jahr auf und es können neben den Imagines auch die älteren Nymphen überwintern.

## Belege